# Де-Вітт (округ, Іллінойс)
Шаблон:StateAbbr_ 40°10′29″ пн. ш. 88°54′15″ зх. д. / 40.17463° пн. ш. 88.90409° зх. д.
Округ Де-Вітт (англ. De Witt County) — округ (графство) у штаті Іллінойс, США. Ідентифікатор округу 17039.

## Історія
Округ утворений 1839 року.

## Демографія
За даними перепису
2000 року
загальне населення округу становило 16798 осіб, зокрема міського населення було 8135, а сільського — 8663.
Серед мешканців округу чоловіків було 8212, а жінок — 8586. В окрузі було 6770 домогосподарств, 4683 родин, які мешкали в 7282 будинках.
Середній розмір родини становив 2,95.
Віковий розподіл населення поданий у таблиці:
| Стать    | До 15 років | 15-21 | 22-29 | 30-39 | 40-49 | 50-65 | 65-85 | Понад 85 |
| -------- | ----------- | ----- | ----- | ----- | ----- | ----- | ----- | -------- |
| Чоловіки | 1692        | 788   | 786   | 1219  | 1336  | 1322  | 983   | 86       |
| Жінки    | 1692        | 732   | 749   | 1140  | 1293  | 1383  | 1324  | 273      |

## Суміжні округи
- Маклейн — північ
- Піатт — схід
- Мейкон — південь
- Лоґан — захід

## Виноски
1. ↑  U.S. Decennial Census. United States Census Bureau. Архів оригіналу за 26 квітня 2015. Процитовано 4 липня 2014.
2. ↑  Historical Census Browser. University of Virginia Library. Архів оригіналу за 11 серпня 2012. Процитовано 4 липня 2014.
3. ↑  Population of Counties by Decennial Census: 1900 to 1990. United States Census Bureau. Архів оригіналу за 24 квітня 2014. Процитовано 4 липня 2014.
4. ↑  Census 2000 PHC-T-4. Ranking Tables for Counties: 1990 and 2000 (PDF). United States Census Bureau. Архів оригіналу (PDF) за 18 грудня 2014. Процитовано 4 липня 2014.
5. ↑  State & County QuickFacts. United States Census Bureau. Архів оригіналу за 9 липня 2011. Процитовано 4 липня 2014.(англ.) Наведено за англійською вікіпедією.
6. ↑  American FactFinder. Бюро перепису населення США. Архів оригіналу за 21 травня 2008. Процитовано 31 січня 2008.

| США | Це незавершена стаття з географії США. Ви можете допомогти проєкту, виправивши або дописавши її. |